# Cantone di Chaumont-3
Il Cantone di Chaumont-3 è una divisione amministrativa dell'Arrondissement di Chaumont.
È stato costituito a seguito della riforma approvata con decreto del 17 febbraio 2014, che ha avuto attuazione dopo le elezioni dipartimentali del 2015.

## Composizione
Comprende parte della città di Chaumont e i 5 comuni di:
- Foulain
- Luzy-sur-Marne
- Neuilly-sur-Suize
- Semoutiers-Montsaon
- Verbiesles